# Generalkommissarie
Generalkommissarie (tyska Generalkommissar) var ett ämbete inom Reichskommissariat Ostland och Reichskommissariat Ukraine under andra världskriget. Generalkommissarierna var underställda rikskommissarien. En generalkommissaries ämbetsområde benämndes Generalbezirk.

## Reichskommissariat Ostland
- Wilhelm Kube, generalkommissarie i Minsk (1941–1943)
- Curt von Gottberg, generalkommissarie i Minsk (1943–1944)
- Karl-Siegmund Litzmann, generalkommissarie i Reval
- Otto-Heinrich Drechsler, generalkommissarie i Riga
- Adrian von Renteln, generalkommissarie i Kaunas

## Reichskommissariat Ukraine
- Alfred Frauenfeld, generalkommissarie i Generalbezirk Krim (Teilbezirk Taurien)
- Kurt Klemm, generalkommissarie i Generalbezirk Shitomir
- Helmut Quitzrau, generalkommissarie i Generalbezirk Kiew (1941–1942)
- Waldemar Magunia, generalkommissarie i Generalbezirk Kiew (1942–1943)
- Ewald Oppermann, generalkommissarie i Generalbezirk Nikolajew
- Heinrich Schoene, generalkommissarie i Generalbezirk Wolhynien-Podolien
- Claus Selzner, generalkommissarie i Generalbezirk Dnjepropetrowsk